# Vallfogona de Riucorb
Vallfogona de Riucorb è un comune spagnolo di 154 abitanti situato nella comunità autonoma della Catalogna.